# Lampetis posthuma
Lampetis posthuma es una especie de escarabajo del género Lampetis, familia Buprestidae. Fue descrita científicamente por Obenberger en 1926.